# Les Crevettes pailletées
Les Crevettes pailletées je francouzský hraný film z roku 2019, který režírovali Cédric Le Gallo a Maxime Govare podle vlastního scénáře. Snímek měl světovou premiéru na festivalu komediálních filmů v Alpe d'Huez 19. ledna 2019.

## Děj
Mathias Le Goff je olympijský šampión ve volném stylu na 50 m. Při televizním interview v rozčilení pronese homofobní urážku. Plavecká asociace mu jako trest udělí tříměsíční trénink družstva Crevettes Pailletées (Třpytivé krevety). Jedná se o amatérské družstvo gayů ve vodním pólu, které se chce kvalifikovat na Gay Games do Chorvatska. Mathias je jakožto profesionální sportovec zpočátku skeptický ohledně nasazení amatérů. Nicméně během kvalifikačního utkání s lesbickým družstvem uzavře dohodu s kapitánem Jeanem, že když se kvalifikují, přimluví se u asociace, aby Mathias nemusel do Chorvatska a nepřišel tak o vlastní kvalifikační zápasy. Mathias na tréninky bere svou dceru Vicroire, kterou po rozvodu sporadicky vídá. Asociace zamítne Jeanov prosbu a Mathias jede s ostatními do Chorvatska. Protože mají pronajatý výletní autobus, nemohou jet po dálnici, ale pouze po místních silnicích, což jejich cestu značně prodlouží. Přespí v Německu nejprve v hotelu a poté na odpočívadle u benzínové pumpy. Zde dojde v družstvu k hádce a většina se chce vrátit do Paříže. Nakonec ale ráno pokračují v cestě. Na Gay Games je čeká zápas s družstvem z USA, kde se jim podaří zvítězit. Večer oslavují na party, takže jsou druhý den velmi unavení. Mathias zuří kvůli jejich nedisciplinovanosti. Cédric se rozhodne vrátit domů, protože jeho děti mají narozeniny. Matthias proto nastoupí na jeho místo a podaří se jim porazit chorvatské družstvo.

## Obsazení
| Nicolas Gob          | Matthias Le Goff                       |
| Alban Lenoir         | Jean                                   |
| Michaël Abiteboul    | Cédric                                 |
| David Baiot          | Alex                                   |
| Romain Lancry        | Damien                                 |
| Roland Menou         | Joël                                   |
| Geoffrey Couët       | Xavier                                 |
| Romain Brau          | Fred                                   |
| Félix Martinez       | Vincent                                |
| Pierre Samuel        | Bertrand                               |
| Maïa Quesemand       | Victoire                               |
| Jean-Louis Barcelona | Hervé Langlois                         |
| Yvon Back            | předseda Francouzské plavecké federace |
| Valentin Marceau     | stopař                                 |
| Benoît Maréchal      | Bram                                   |
| Thomas Croisière     | Pascal                                 |